# 마르코 푸

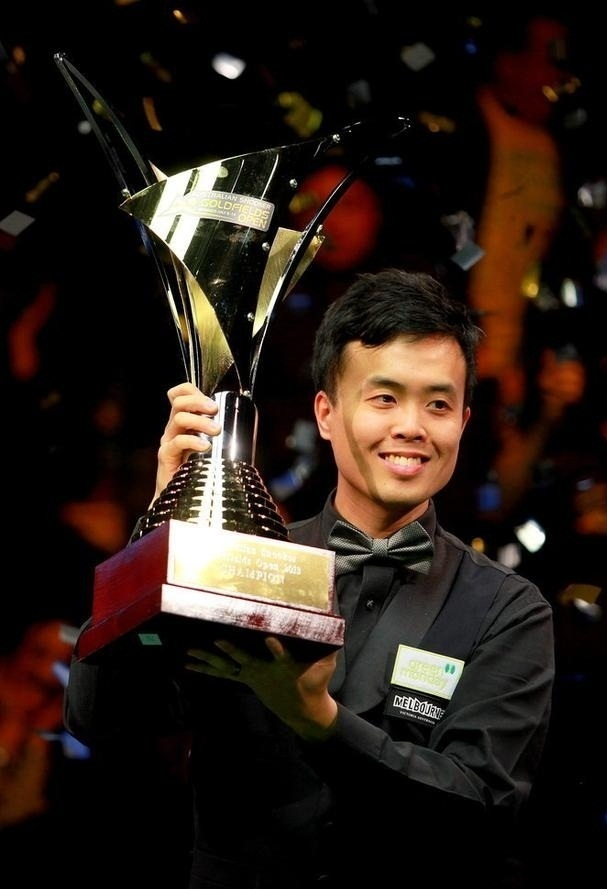
마르코 푸

마르코 푸(傅家俊, 영어: Marco Fu, 1978년 1월 8일 ~ )는 홍콩의 스누커 선수이다.